# The Fancy Dress Ball
The Fancy Dress Ball è un cortometraggio muto del 1909 diretto da Lewin Fitzhamon.

## Trama
Una coppia torna a casa all'alba mascherata in costume spaventando con la sua apparizione l'uomo del latte.

## Produzione
Il film fu prodotto dalla Hepworth.

## Distribuzione
Distribuito dalla Hepworth, il film - un cortometraggio di 113,4 metri - uscì nelle sale cinematografiche britanniche nel maggio 1909. L'Empire Film Company lo distribuì negli Stati Uniti nel luglio dello stesso anno.
Si conoscono pochi dati del film che, prodotto dalla Hepworth, fu distrutto nel 1924 dallo stesso produttore, Cecil M. Hepworth. Fallito, in gravissime difficoltà finanziarie, il produttore pensò in questo modo di poter almeno recuperare il nitrato d'argento della pellicola.